# Miannay
Miannay – miejscowość i gmina we Francji, w regionie Hauts-de-France, w departamencie Somma.
Według danych na rok 2011 gminę zamieszkiwały 553 osoby, a gęstość zaludnienia wynosiła 63 osoby/km² (wśród 2293 gmin Pikardii Miannay plasuje się na 493. miejscu pod względem liczby ludności, natomiast pod względem powierzchni na miejscu 542.).